# Élősakk

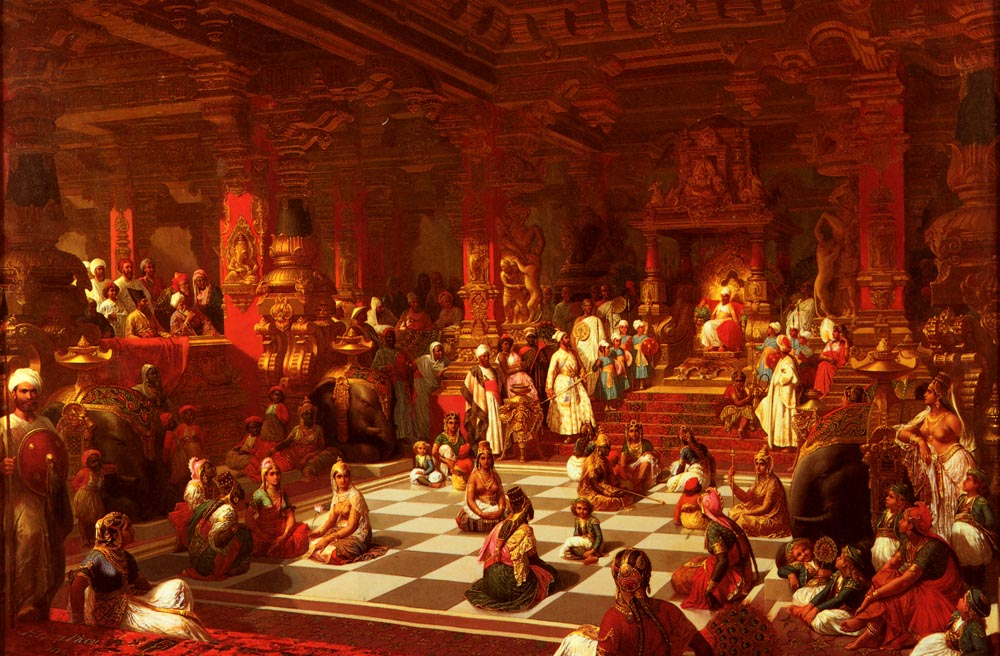
Élősakk Indiában (1876)

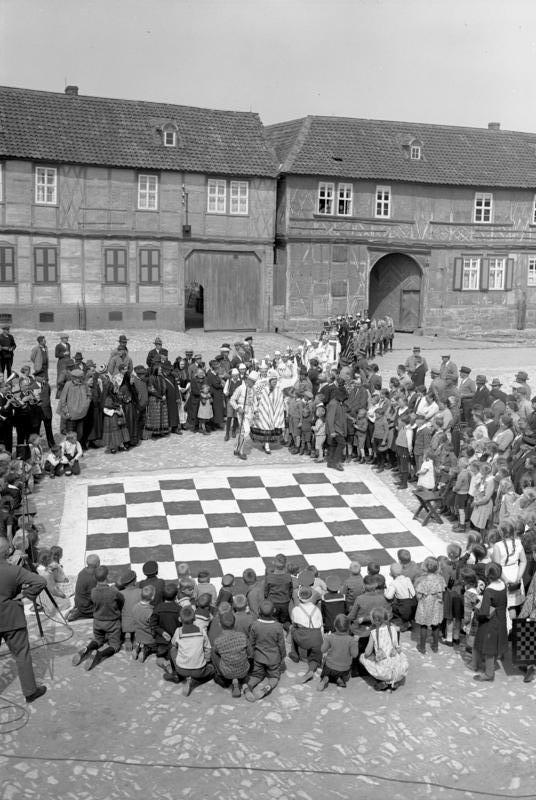
Élősakk Ströbeckben, a sakkfaluban. (1932)

Az élősakk (vagy élő sakk) olyan sakkjátszma, aminél a figurákat emberek „alakítják”, ahogy azt a képeken is látható. Lehet úgy is játszani, hogy a helyszínen, élőben találják ki a lépéseket, máskor pedig híres sakkpartikat elevenítenek meg. Gyakran a harcot is imitálják a játékosok. Összekapcsolódik benne a sakksport a színházzal, tánccal, szerepjátékkal.

## Híres élősakkok
- Már 1688-ban is játszottak, ma is játszanak élősakkot a németországi Ströbeck sakkfaluban.[1][2]
- Az észak-olaszországi Marostica kétévente (minden páros évben) rendez élősakkot középkori ruhákba öltöztetett sakkfigurákkal.
- A spanyolországi Jávea is ezzel csalogatja a turistákat.
- Harry Potter és a bölcsek köve

## Lásd még
- Herman Steiner és José Raúl Capablanca 25 lépésben matt

## Kiegészítő irodalom
- Az élő sakkfigurás játék története [archivált változat] (magyar nyelven). Banská Štiavnica: livechess.sk (2005). Hozzáférés ideje: 2009. október 28. [archiválás ideje: 2010. július 2.]
- Jerzy Giżycki. Schach zu allen Zeiten (német nyelven). Zürich: Stauffacher-Verlag, 205-220. o. (1967)
- How to Play Team Human Chess (angol nyelven). Hozzáférés ideje: 2009. október 26. Az élősakk szervezéséről
- Antonius van der Linde. Geschichte und Literatur des Schachspiels, Nachdruck Olms, Zürich 1981 (német nyelven), Berlin: Julius Springer, 329-334. o. (1874). ISBN 3283000794
- Human Scale Chess Project (angol nyelven). Hozzáférés ideje: 2009. október 26.